# Track Top-40
Track Top-40 (także Tracklisten Top 40, do 2006 roku Single Top 20, od 2006 Single Top-20) – duńska lista przebojów, publikowana w każdy czwartek o północy na stronie internetowej hitlisten.nu. Przedstawia 40 najlepiej sprzedających się utworów w formacie digital download oraz sprzedaż singli na płytach CD lub płytach winylowych. Listę sporządza Nielsen Music Control w imieniu International Federation of the Phonographic Industry.